# Марауе
Марауе е един от 19-те региона на Кот д'Ивоар. Разположен е в централната част на страната. Площта му е 8500 км², а населението, според преброяването през 2007, е над 740 000 души. Столицата на Марауе е град Буафле.
Регионът е разделен на три департамента – Буафле, Синфра и Зуенула.